# KkStB 210
KkStB 210 швидкісний паротяг Ц.к.Австрійської Державної залізниці. На його основі створений KkStB 310.

## Історія
На початку ХХ ст. відчувалась потреба у швідкісних потужних паротягах з граничним навантаженням на вісь 14,5 т. Низьколорійне вугілля вимагало великого колосника і широкої топки, через що конструкція паротягів KkStB не повторялась на інших залізницях Європи. На основі досвіду експлуатації KkStB 110 конструктор Карл Ґолсдорф (нім. Karl Gölsdorf) застосував осьову формулу 1'C2' t4v, пароперегрівач і встановив на чотирьохциліндрову парову машину (циліндри високого і низького тиску) трійного розширення для перегрітої пари. Паротяги виготовляли локомотивобудівні фабрики Floridsdorf (6 екз.), Böhmisch-Mährischen Maschinenfabrik (5 екз.). На рівнинних ділянках паротяг міг вести потяг у 406 т з швидкістю до 110 км/год. Спочатку паротяги використовували на залізницях Franz-Josefs-Bahn, Nordbahn. Після появи там паротягів KkStB 310 три KkStB 210 передали до депо Львова.
Під час війни два KkStB 210 було знищено, решта потрапила до PKP - PKP Pn11.1 - Pn11.9. Після вересня 1939 6 Pn11 опинились в СРСР ( Пн11), з червня 1941 в Deutsche Reichsbahn (DR 16 051–056). Після війни повернулись до PKP і використовувались до 1950 р., крім kkStB 210.05 (PKP Pn11-4), що залишився в СРСР як Пн11-4.

### Технічні дані паротяга KkStB 210
|                                    |                                   |
| Розміри                            | Параметри                         |
| Роки випуску                       | 1908-1910                         |
| Країна-виробник                    | Австро-Угорська імперія           |
| Завод-виробник                     | Floridsdorf • BMMF                |
| Ширина колії                       | 1435 mm                           |
| Тип                                | 1'C2' t4v                         |
| Кількість циліндрів                | 4                                 |
| Діаметр ND-циліндрів               | 660 мм                            |
| Діаметр HD-циліндрів               | 390 мм                            |
| Хід поршня                         | 720 мм                            |
| Тиск пари                          | 15 атм.                           |
| Довжина з тендером 86              | 21.530 мм                         |
| Довжина                            | 13.137 мм                         |
| Висота                             | 4.510 мм                          |
| Діаметр бігункових                 | 1.034 мм                          |
| Діаметр підтримуючих               | 1.034 мм                          |
| Діаметр рушійних коліс             | 2.140 мм                          |
| База рушійних коліс                | 4.440 мм                          |
| Загальна база рухомих коліс        | 10.450 мм                         |
| Загальна колісна база з тендером   | 18.226 мм                         |
| Кількість труб нагрівання          | 291                               |
| Площа труб нагрівання              | 181,00 м²                         |
| Площа зони нагріву                 | 14,72 м²                          |
| Площа колосникових ґрат            | 4,62 м²                           |
| Маса паротяга порожнього           | 77,1 т                            |
| Маса паротяга робоча               | 83,8 т                            |
| Маса паротяга робоча з тендером 86 | 138,6 т                           |
| Зчіпна маса локомотива             | 43,8 т                            |
| Швидкість                          | 100 км/год                        |
| Тендер                             | 9 • 56 • 156 • 256 • 76 • 86 • 88 |
| Запас води                         | 21,0 м³                           |
| Запас вугілля                      | 8,7 т                             |